# Людина яка торгувала слонами
Людина яка торгувала слонами (англ. The Man Who Traveled in Elephants) — науково-фантастичне оповідання Роберта Гайнлайна написане 1948 року, опубліковане в жовтні 1957 року журналом Saturn Magazine.
Пізніше включене в збірки: «Неприємна професія Джонатана Гоуґа» (1959), «Фантазії Роберта Гайнлайна» (1999).
Сентиментальний сюжет, рання спроба концепції «Світ як міф», яка закріпилась в пізніх творах автора. Жанр твору — магічний реалізм.

## Сюжет
Головний герой — вдівець, який раніше подорожував комівояжером разом зі своєю дружиною. Після виходу на пенсію вони вирішили подорожувати вдвох країною, продаючи слонів. Зрозуміло, що продажа слонів була не справжньою, а лише допомагала їм підтримувати стиль життя, який вони полюбили. В подорожах їх супроводжували декілька вигаданих ними тварин. Після смерті дружини, головний герой продовжив подорожувати, але вже без попереднього ентузіазму. Сюжет починається із його поїздки на ярмарок, поступово він розуміє, що це його життя після смерті, де він зустрічає свою померлу дружину та собаку, а також видуманих ними тварин.